# La Destrousse
La Destrousse är en kommun i departementet Bouches-du-Rhône i regionen Provence-Alpes-Côte d'Azur i sydöstra Frankrike. Kommunen ligger  i kantonen Roquevaire som ligger i arrondissementet Istres. År 2022 hade La Destrousse 4 023 invånare.

## Befolkningsutveckling
Antalet invånare i kommunen La Destrousse
Referens:INSEE